# خوسيه ماريا هرنانديز
خوسيه ماريا هرنانديز (بالإسبانية: José María Hernández Pérez)‏ هو سياسي إسباني، ولد في 18 ديسمبر 1959 في ثيوداد رودريجو في إسبانيا، وتوفي في 14 فبراير 2015 في بلد الوليد في إسبانيا. حزبياً، نشط في حزب الشعب.